# Sierra Blanca (Texas)
Sierra Blanca es un lugar designado por el censo ubicado en el condado de Hudspeth en el estado estadounidense de Texas. En el Censo de 2010 tenía una población de 553 habitantes y una densidad poblacional de 44,64 personas por km².

## Geografía
Sierra Blanca se encuentra ubicado en las coordenadas 31°11′1″N 105°20′22″O / 31.18361, -105.33944. Según la Oficina del Censo de los Estados Unidos, Sierra Blanca tiene una superficie total de 12.39 km², de la cual 12.32 km² corresponden a tierra firme y 0.06 km² (0.52 %) es agua.

## Historia
El 28 de septiembre de 1858 fue establecido como fuerte del Ejército de los Estados Unidos. En la guerra de Secesión fue parte de los Estados Confederados de América, hasta su ocupación por la Columna de California (Ejército de la Unión) en agosto de 1862.

## Demografía
Según el censo de 2010, había 553 personas residiendo en Sierra Blanca. La densidad de población era de 44,64 hab./km². De los 553 habitantes, Sierra Blanca estaba compuesto por el 83.91 % blancos, el 3.25 % eran afroamericanos, el 3.44 % eran amerindios, el 1.45 % eran asiáticos, el 0 % eran isleños del Pacífico, el 5.61 % eran de otras razas y el 2.35 % pertenecían a dos o más razas. Del total de la población el 73.06 % eran hispanos o latinos de cualquier raza.